# 彭德靈山
47°34′17″N 12°6′32″E / 47.57139°N 12.10889°E

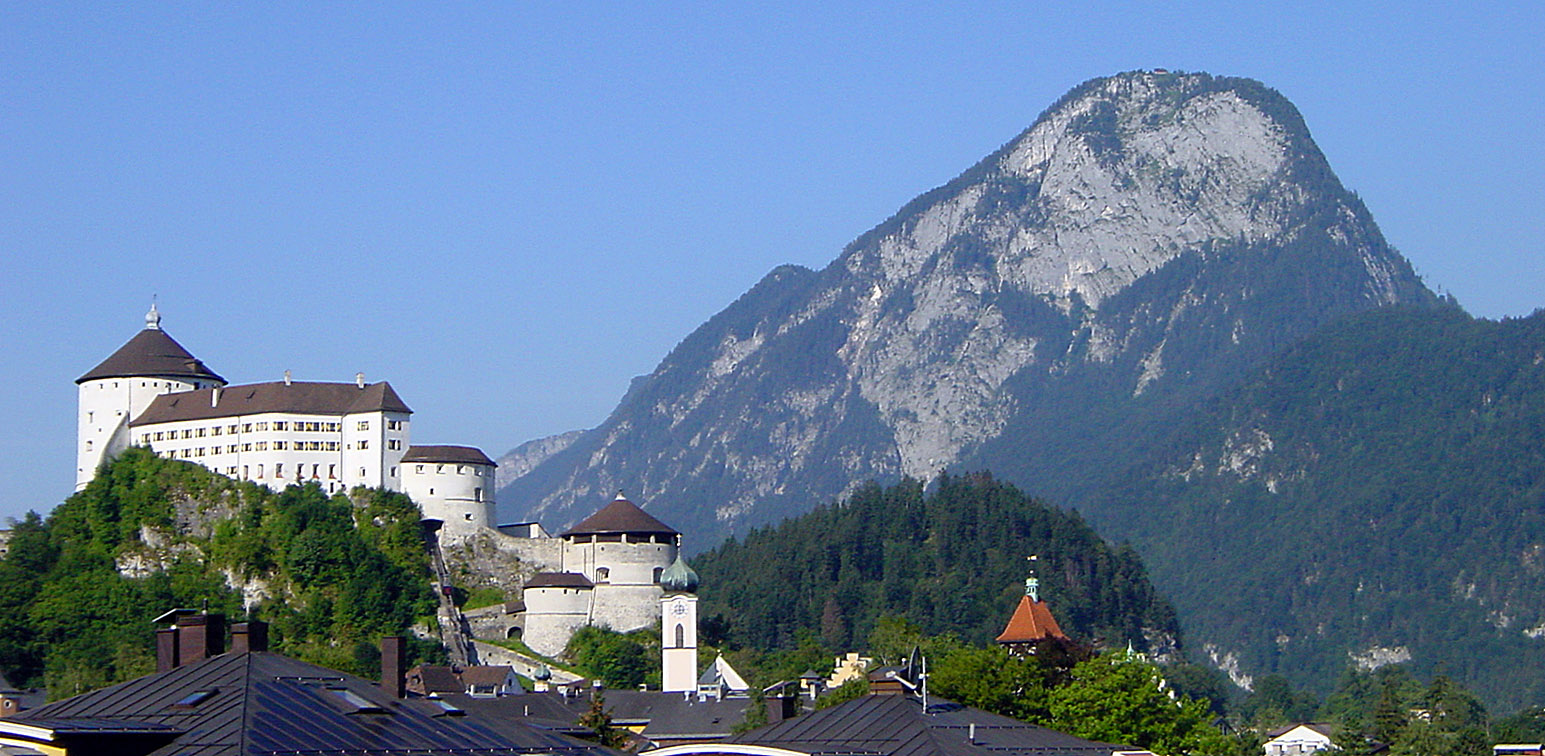

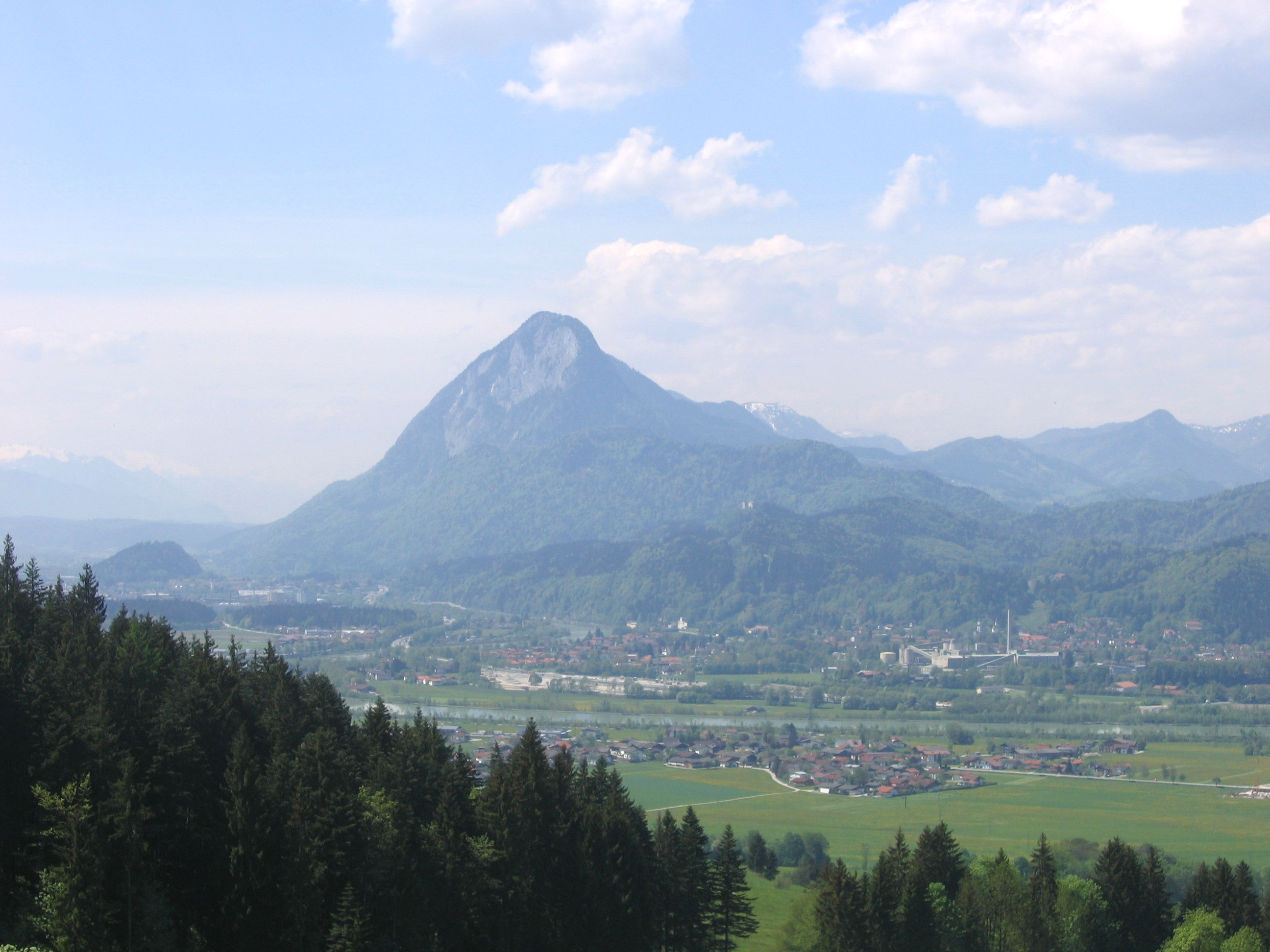

彭德靈山（德語：Pendling），是奧地利的山峰，位於該國西部，由蒂羅爾州負責管轄，屬於布兰登贝格山的一部分，海拔高度1,563米，每年平均降雨量1,847毫米。